# Laboratory Cabin Module
El Laboratory Cabin Modules (LCM, literalmente "Módulos de cabina de laboratorio"), consta de dos secciones, la Wentian en chino tradicional, 問天; en chino simplificado, 问天; pinyin, Wèn Tiān; literalmente, ‘Quest for the Heavens’) y la Mengtian (en chino tradicional, 夢天; en chino simplificado, 梦天; pinyin, Mèng Tiān; literalmente, ‘Dreaming of the Heavens’), que son componentes importantes de la estación espacial china. Basados en el módulo espacial experimental Tiangong-2, los LCM completan la tercera y última etapa del Proyecto 921, el programa de la CNSA para establecer una estación espacial china permanente. Si bien las pequeñas naves espaciales no tripuladas de China pueden proporcionar plataformas para la gravedad cero y la exposición al espacio para la investigación científica, los LCM ofrecen un entorno a largo plazo combinado con un fácil acceso de investigadores humanos durante períodos que superan con creces las capacidades de la nave espacial Shenzhou. Las operaciones se controlarán desde el Centro de Comando y Control Aeroespacial de Beijing en la República Popular China.

## Objetivo

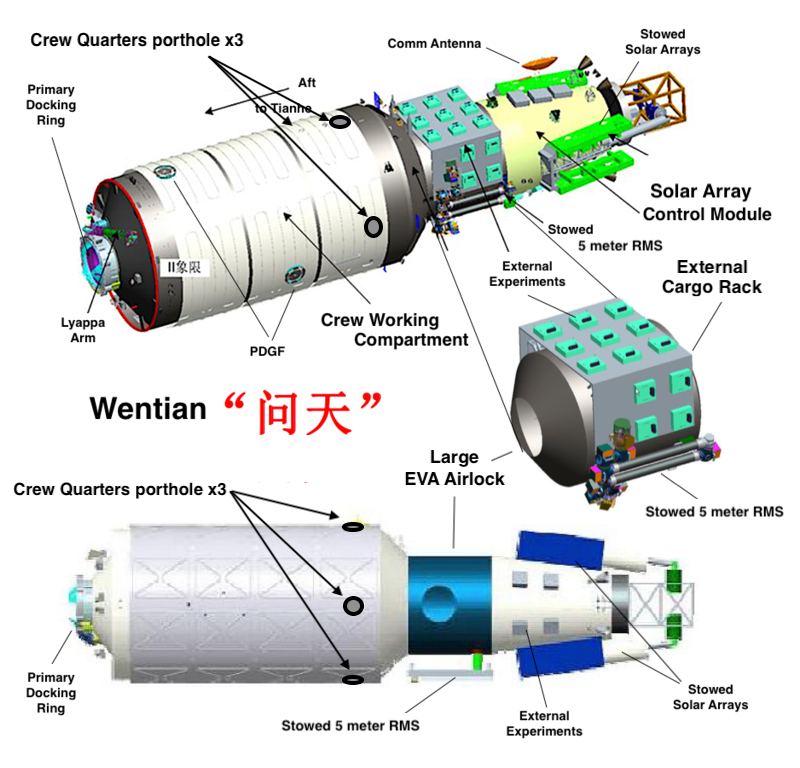
Diagrama del módulo de Wentian

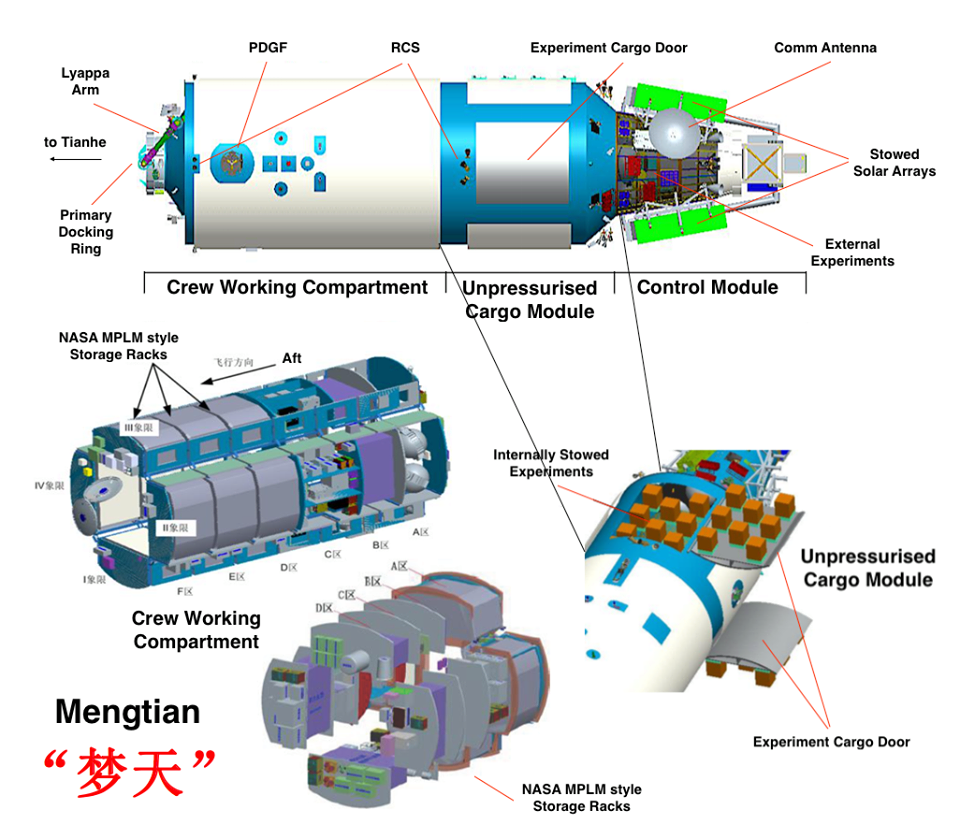
Diagrama del módulo Mengtian

El primer módulo de laboratorio proporcionará aviónica de navegación adicional, propulsión y control de orientación como funciones de respaldo para el Tianhe Core Module (TCM). Ambos LCM proporcionan un entorno presurizado para que los investigadores realicen experimentos científicos en caída libre o gravedad cero que no podrían realizarse en la Tierra durante más de unos pocos minutos. Los experimentos también se pueden colocar en el exterior de los módulos, para exponerlos al entorno espacial, los rayos cósmicos, el vacío y los vientos solares.
El puerto axial de los LCM estará equipado con equipo de encuentro y primero se acoplará al puerto axial del CCM. Un brazo mecánico similar al brazo ruso Lyappa utilizado en la estación espacial Mir moverá el módulo a un puerto radial del CCM.
La energía eléctrica es proporcionada por dos conjuntos de energía solar orientables, que utilizan células fotovoltaicas para convertir la luz solar en electricidad. La energía se almacena para alimentar la estación cuando pasa a la sombra de la Tierra. Los barcos de reabastecimiento repondrán combustible para el LCM 1 para el mantenimiento de la estación, a fin de contrarrestar los efectos de la resistencia atmosférica.

## Dimensiones
La longitud de cada módulo es de 14,4 m. Son cilíndricos con un diámetro máximo de 4,2 m y una masa en órbita de aproximadamente 20 kg cada uno.

## Lanzamiento
Ambos módulos se lanzarán en 2022 en los vehículos de lanzamiento Long March 5B desde el Centro de lanzamiento de satélites de Wenchang. Wentian está programado para lanzarse en mayo o junio de 2022, mientras que Mengtian está programado para lanzarse en agosto o septiembre. Se insertarán en una órbita terrestre baja con una altitud promedio de 393 km con una inclinación orbital de 42 grados, centrada en la termosfera de la Tierra.